# Partido de los Socialistas de Galicia-PSOE
El Partido de los Socialistas de Galicia-PSOE (PSdeG-PSOE; en gallego, Partido dos Socialistas de Galicia-PSOE) es la federación del Partido Socialista Obrero Español en Galicia. De ideología galleguista y socialdemócrata, cuenta con 1010 concejales, las alcaldías de 3 de las 7 principales ciudades gallegas (Vigo, La Coruña y Lugo), las presidencias de las diputaciones provinciales de La Coruña y Lugo, 9 diputados en el Parlamento autonómico, 7 en el Congreso de los Diputados y 4 senadores. Según datos publicados el 6 de marzo de 2006, cuenta con 27 551 afiliados, de los cuales 19 307 activos.

## Historia
Su secretario general hasta el 4 de marzo de 2009 fue Emilio Pérez Touriño, que lideraba el partido desde 1998, y fue candidato desde 2001 a la presidencia de la Junta de Galicia. En las elecciones autonómicas de 2005, el PSdeG-PSOE consiguió 25 parlamentarios. En dichas elecciones, el Partido Popular perdió la mayoría absoluta con que gobernaba Galicia desde los años noventa. Mediante un pacto del PSdeG-PSOE con el Bloque Nacionalista Galego, Touriño llegó a la presidencia de la Junta de Galicia en agosto de 2005. Tras cuatro años de presidencia, en las elecciones de marzo de 2009 el PSdeG-PSOE perdió la posibilidad de reeditar gobierno al obtener el Partido Popular de Galicia la mayoría absoluta, perdiendo un escaño por la provincia de La Coruña (el partido obtuvo 524.488 votos, 31,54%).
Tras esta derrota, el secretario general, Emilio Pérez Touriño, presentó su dimisión. El 4 de marzo de 2009 se constituyó una gestora presidida por Ricardo Varela Sánchez, Vicesecretario General hasta ese momento, que debía llevar el partido hasta el congreso extraordinario previsto para el 25 de abril de ese año. El secretario general del partido en Ourense, Pachi Vázquez, se perfiló como el candidato con más posibilidades para acceder a la Secretaría General en el Congreso Extraordinario. Finalmente, el 25 de abril de 2009 Pachi Vázquez resultó elegido Secretario General con el 90% de los votos.
Tras la derrota del PSdeG en las elecciones gallegas del 21 de octubre de 2012, hubo unas elecciones primarias consultivas el 7 de septiembre de 2013, en las que se presentaron José Ramón Gómez Besteiro y el alcalde de la Isla de Arosa, Manel Vázquez. Finalmente, José Ramón Gómez Besteiro se alzó como vencedor de la consulta al obtener el 77% de los votos, siendo ratificado su nombramiento en un congreso extraordinario celebrado el 29 de septiembre de 2013. Con el 95% de los votos, fue proclamado nuevo secretario general del PSdeG-PSOE.
En las elecciones al parlamento de Galicia de 2020, el candidato socialista a la Xunta, Gonzalo Caballero, consigue los peores resultados de la historia del partido. El candidato socialista se aferró a la subida de un punto y medio en el porcentaje de voto (pasó del 17,8% conseguido en las elecciones autonómicas de 2016 a un 19,37%) para defender que hizo "lo mejor que podía hacer". Aun así, reconoció que los resultados fueron "insatisfactorios" y lo achacó al impacto de la crisis sanitaria del Covid-19. Las encuestas de opinión situaron a Gonzalo Caballero como el líder peor valorado por la juventud gallega (4,1%) frente a la nacionalista Ana Pontón (63,3%).
Cuatro años más tarde se celebraron las elecciones al parlamento de Galicia de 2024. En ellas el alcalde de Puentes de García Rodríguez y secretario general del PSdeG-PSOE, Valentín Formoso, decidió no presentarse. Esto provocó un proceso de primarias entre: José Ramón Gómez Besteiro, que fue secretario general entre 2013 y 2016; Gonzalo Caballero, que fue secretario general entre 2017 y 2021; y un militante coruñés, Manuel Losada. Durante este proceso Gonzalo Caballero retiró su candidatura, Manuel Losada solo presentó 18 avales y José Ramón Gómez Besteiro presentó cinco veces más los necesarios, siendo proclamado candidato. El PSdeG-PSOE empezó subiendo en las encuestas, posicionándose entre 13 y 15 diputados, mientras que en los sondeos a pie de urna se situaban entre 9 y 10. Finalmente, el PSdeG-PSOE obtuvo 9 escaños, siendo su peor resultado histórico. José Ramón Gómez Besteiro volvió más tarde a ser nombrado secretario general del PSdeG-PSOE para comenzar un proyecto que les lleve a la Xunta en 2028.

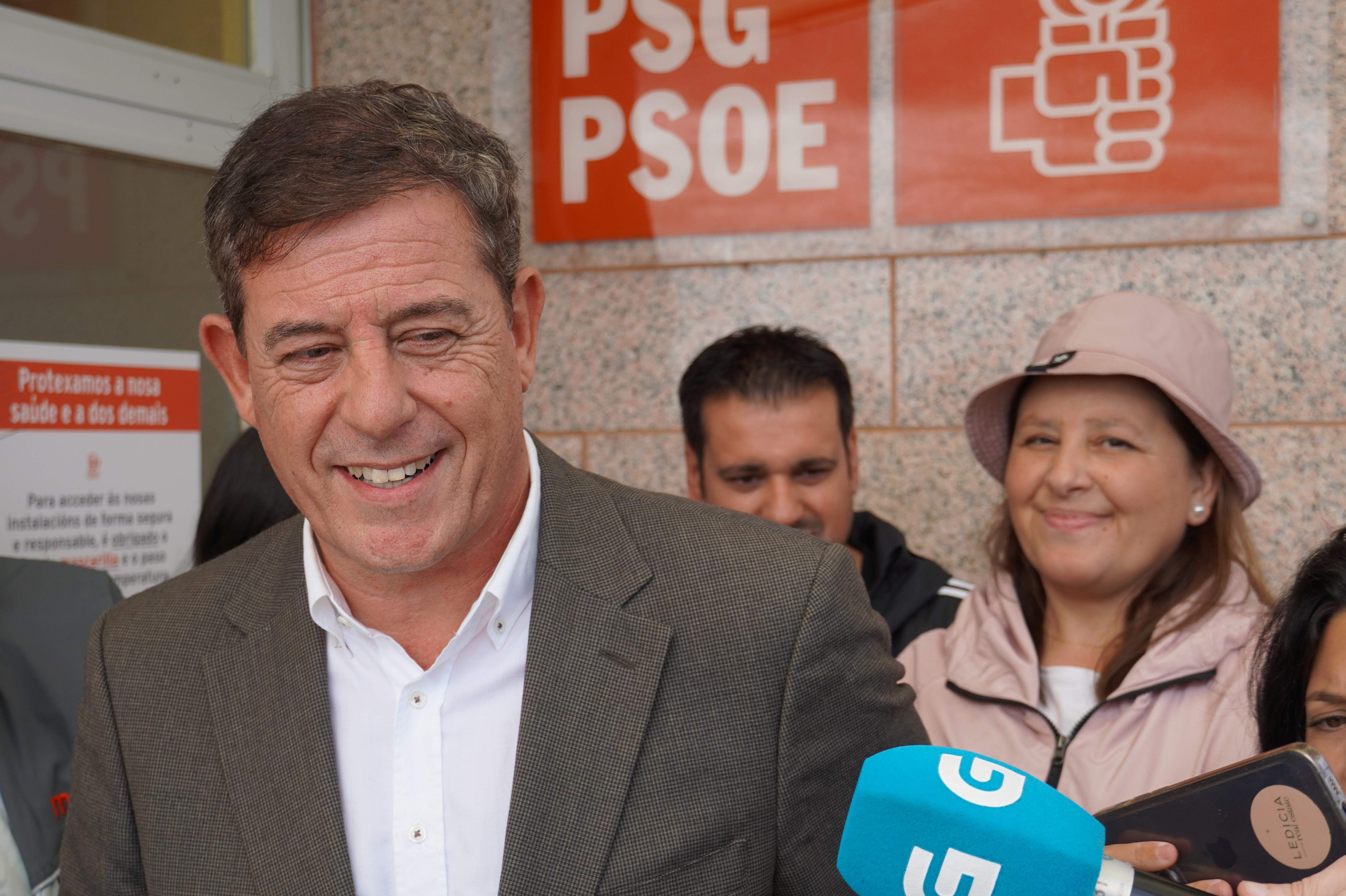
José Ramón Gómez Besteiro en 2023, tras entregar los avales para ser candidato a la Xunta en 2024.

## Líderes del PSdeG-PSOE
|    | Presidente                 | Periodo         |
| -- | -------------------------- | --------------- |
| 1. | Francisco González Amadiós | 1979-1982       |
| 2. | Manuel Couce Pereiro       | 1982-1985       |
| 3. | Antonio Rodríguez          | 1985-1988       |
| 4. | Fernando González Laxe     | 1988-1991       |
| -  | Vacante                    | 1991-1994       |
| 5. | Abel Caballero             | 1994-1998       |
| -  | Vacante                    | 1998-2012       |
| 6. | José López Orozco          | 2012-2013       |
| -  | Vacante                    | 2013-2017       |
| 7. | Xoaquín Fernández Leiceaga | 2017-2021       |
| 8. | Carmela Silva              | 2021-actualidad |

|     | Secretario general                           | Periodo         |
| --- | -------------------------------------------- | --------------- |
| 1.  | Modesto Seara                                | 1977-1979       |
| 2.  | José Luis Rodríguez Pardo                    | 1979-1980       |
| 3.  | Francisco Vázquez                            | 1980-1982       |
| 4.  | Antonio Rodríguez                            | 1982-1985       |
| 5.  | Antolín Sánchez Presedo                      | 1985-1994       |
| 6.  | Francisco Vázquez                            | 1994-1998       |
| 7.  | Emilio Pérez Touriño                         | 1998-2009       |
| 8.  | Pachi Vázquez                                | 2009-2013       |
| 9.  | José Ramón Gómez Besteiro                    | 2013-2016       |
| -   | Comisión Gestora presidida por Pilar Cancela | 2016-2017       |
| 10. | Gonzalo Caballero                            | 2017-2021       |
| 11. | Valentín González Formoso                    | 2021-2024       |
| 12. | José Ramón Gómez Besteiro                    | 2024-actualidad |

|    | Vicesecretario general                       | Periodo         |
| -- | -------------------------------------------- | --------------- |
| 1. | Ceferino Díaz                                | 1980-1982       |
| 2. | Antolín Sánchez Presedo                      | 1982-1985       |
| 3. | Manuel Soto Ferreiro                         | 1985-1988       |
| 4. | Carlos González Príncipe                     | 1988-1991       |
| -  | Vacante                                      | 1991-1994       |
| 4. | Manuel Veiga Pombo                           | 1994-1995       |
| -  | Vacante                                      | 1995-1996       |
| 5. | Miguel Cortizo                               | 1996-1998       |
| 6. | Dolores Villarino Francisco Cerviño González | 1998-2000       |
| -  | Vacante                                      | 2000-2008       |
| 7. | Ricardo Varela                               | 2008-2009       |
| -  | Vacante                                      | 2009-2017       |
| 8. | Pablo Arangüena                              | 2017-2021       |
| 9. | Lara Méndez                                  | 2021-2024       |
| -  | Vacante                                      | 2024-actualidad |

|     | Secretario de Organización  | Periodo         |
| --- | --------------------------- | --------------- |
| 1.  | Manuel Espárrago Patiño     | 1977-1979       |
| 2.  | Alejandro Leis Carlés       | 1979-1982       |
| 3.  | Xulio Vázquez Gil           | 1982-1985       |
| 4.  | José Nogueira               | 1985-1994       |
| 5.  | Salvador Fernández Nogueira | 1994-1995       |
| 6.  | Jesús Tallón Maceira        | 1995-1997       |
| 7.  | Salvador Fernández Moreda   | 1997            |
| 8.  | Jesús Tallón Maceira        | 1997-1998       |
| 9.  | Antón Louro Goyanes         | 1998-2004       |
| 10. | Ricardo Varela Sánchez      | 2004-2008       |
| 11. | Mar Barcón Sánchez          | 2008-2009       |
| 12. | Pablo García García         | 2009-2013       |
| 13. | Pilar Cancela Rodríguez     | 2013-2016       |
| -   | Comisión gestora            | 2016-2017       |
| 14. | José Antonio Quiroga Díaz   | 2017-2021       |
| 15. | José Manuel Lage Tuñas      | 2021-2024       |
| 16. | Luis Ángel Lago Lage        | 2024-2025       |
| 17. | Lara Méndez                 | 2025-actualidad |

## Resultados del PSdeG-PSOE en el parlamento gallego
| Parlamento de Galicia |                            |         |   |          |         |        |                                                |
| Elecciones            | Candidato                  | Escaños | ± | Posición | Votos   | %      | Gobierno                                       |
| 1981                  | Francisco Vázquez Vázquez  | 16/71   |   | 3.º      | 193.456 | 19,62% | Oposición                                      |
| 1985                  | Fernando González Laxe     | 22/71   | 6 | 2.º      | 361.948 | 28,30% | Oposición (1985-1987)                          |
| 1985                  | Fernando González Laxe     | 22/71   | 6 | 2.º      | 361.948 | 28,30% | Gobierno de coalición con CG y PNG (1987-1989) |
| 1989                  | Fernando González Laxe     | 28/75   | 6 | 2.º      | 433.256 | 32,81% | Oposición                                      |
| 1993                  | Antolín Sánchez Presedo    | 19/75   | 9 | 2.º      | 346.831 | 23,89% | Oposición                                      |
| 1997                  | Abel Caballero             | 15/75   | 4 | 3.º      | 310.508 | 19,72% | Oposición                                      |
| 2001                  | Emilio Pérez Touriño       | 17/75   | 2 | 3.º      | 334.819 | 22,20% | Oposición                                      |
| 2005                  | Emilio Pérez Touriño       | 25/75   | 8 | 2.º      | 555.603 | 33,64% | Gobierno de coalición con BNG                  |
| 2009                  | Emilio Pérez Touriño       | 25/75   |   | 2.º      | 524.488 | 31,54% | Oposición                                      |
| 2012                  | Pachi Vázquez              | 18/75   | 7 | 2.º      | 297.584 | 20,61% | Oposición                                      |
| 2016                  | Xoaquín Fernández Leiceaga | 14/75   | 4 | 3.º      | 256.381 | 17,87% | Oposición                                      |
| 2020                  | Gonzalo Caballero          | 14/75   |   | 3.º      | 252.537 | 19,38% | Oposición                                      |
| 2024                  | José Ramón Gómez Besteiro  | 9/75    | 5 | 3.º      | 211.361 | 14,07% | Oposición                                      |

## Resultados en las elecciones generales
| Elecciones     | Votos   | % de votos | Escaños |
| -------------- | ------- | ---------- | ------- |
| 1977           | 175 127 | 15,52 %    | 3/27    |
| 1979           | 177 298 | 17,32 %    | 6/27    |
| 1982           | 426 469 | 32,83 %    | 9/27    |
| 1986           | 458 376 | 35,76 %    | 11/27   |
| 1989           | 459 750 | 34,56 %    | 12/27   |
| 1993           | 569 899 | 35,95 %    | 11/26   |
| 1996           | 574 491 | 33,54 %    | 9/25    |
| 2000           | 389 999 | 23,71 %    | 6/25    |
| 2004           | 682 684 | 37,19 %    | 10/24   |
| 2008           | 750 492 | 40,64 %    | 10/23   |
| 2011           | 457 633 | 27,81 %    | 6/23    |
| 2015           | 350 220 | 21,33 %    | 6/23    |
| 2016           | 348 014 | 22,21 %    | 6/23    |
| Abril 2019     | 528 195 | 32,09 %    | 10/23   |
| Noviembre 2019 | 465 026 | 31,25 %    | 10/23   |
| 2023           | 479 355 | 29,84 %    | 7/23    |